# Passaporto ungherese
Il passaporto ungherese (magyar útlevelet) è un documento di identità rilasciato ai propri cittadini dall'Ungheria per i loro viaggi fuori dall'Unione europea e dallo Spazio economico europeo.
Vale come prova del possesso della cittadinanza ungherese ed è necessario per richiedere assistenza e protezione presso le ambasciate ungheresi nel mondo.

## Caratteristiche
Il passaporto ungherese rispetta le caratteristiche dei passaporti dell'Unione europea.
La copertina è di colore rosso borgogna con lo stemma nazionale al centro, le scritte "EURÓPAI UNIÓ" e subito sotto "MAGYARORSZÁG" sopra lo stemma e la parola "ÚTLEVÉL" in basso.
Nel passaporto biometrico (e-passport) compare anche l'apposito simbolo  
Le pagine dedicate ai visti riportano le note musicali del Szózat visibile alla luce UV.

### Pagina di informazioni sull'identità
Il passaporto ungherese include i seguenti dati:
- Foto del titolare del passaporto (Larghezza: 35mm, Altezza: 45mm; Altezza testa (fino alla sommità dei capelli): 34.5mm; Distanza dalla parte superiore della foto alla parte superiore dei capelli: 3mm)
- Tipo (P)
- Codice (HUN)
- Numero di passaporto
- Cognome (1)
- Nomi (2)
- Nazionalità (3)
- Data di nascita (4)
- Sesso (5)
- Luogo di nascita (6)
- Data di rilascio (7)
- Data di scadenza (8)
- Autorità (9)
- Firma del titolare (10)

La pagina di informazioni termina con la zona a lettura ottica. Questa zona contiene la maggior parte delle informazioni di cui sopra, ma leggibile da un computer attraverso una telecamera. I nomi avranno tutte le lettere convertite nella gamma A-Z. OE sarà usato per Ö e Ő, e UE sarà usato per Ü e Ű, e per altre lettere i segni come ´ sono stati rimossi.

### Lingue
La pagina dei dati/pagina informativa è stampata in ungherese, inglese e francese; la traduzione in tutte le altre lingue ufficiali dell'UE è presente altrove nel passaporto.